# کالینوفکا (شهرستان زالسوفسکی، سرزمین آلتای)
کالینوفکا (به لاتین: Kalinovka) یک منطقهٔ مسکونی در روسیه است که در سرزمین آلتای واقع شده‌است.